# Røyrvik
Røyrvik är en kyrkby som utgör centralort och enda tätort i Røyrviks kommun i Trøndelag fylke i mellersta Norge. Orten ligger vid änden av fylkesväg  773, på norra sidan av sjön Limingen. Här finns Røyrviks kyrka.

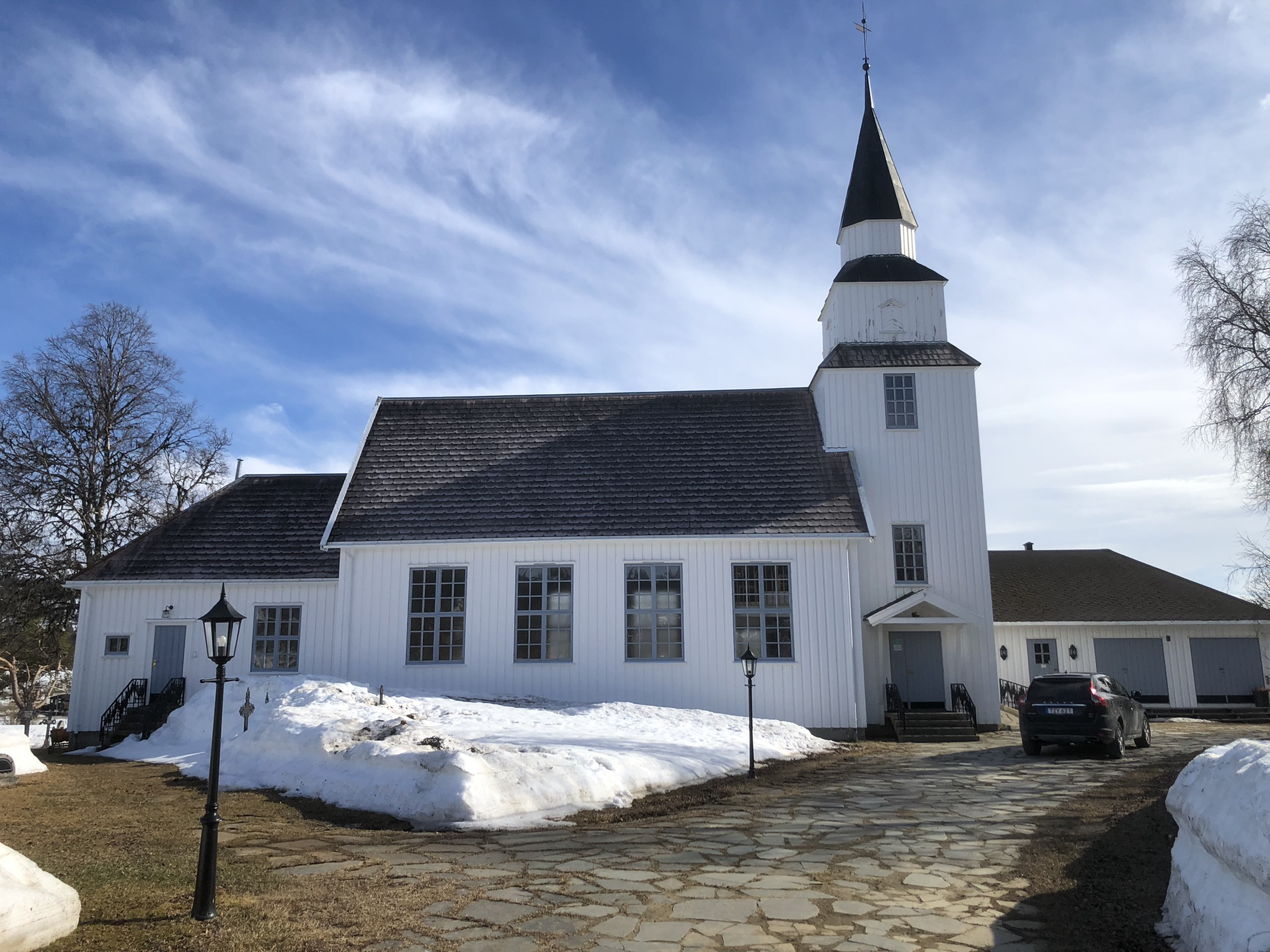
Røyrviks kyrka.